# 10 февраля
10 февраля — 41-й день года  по григорианскому календарю.
До конца года остаётся 324 дня (325 дней в високосные годы).
До 15 октября 1582 года — 10 февраля по юлианскому календарю, с 15 октября 1582 года — 10 февраля по григорианскому календарю.
В XX и XXI веках соответствует 28 января по юлианскому календарю.

## Праздники и памятные дни
См. также: Категория:Праздники 10 февраля

### Международные
- ООН — Всемирный день зернобобовых[2].

### Национальные
- Россия — День дипломатического работника.
- Эритрея — День Фенкил.

### Религиозные

#### Католицизм
- Память блаженной Катрин дю Вердье дэ ла Сориньер;
- память Австреберты Павиллийской[англ.];
- память святой Схоластики;
- память Вильгельма Малавальского.

#### Православие[3]
- Память преподобного Ефрема Сирина (373—379);
- память преподобного Феодосия Тотемского (Суморина) (1568);
- память священномучеников Игнатия (Садковского), епископа Скопинского, Владимира Пищулина, пресвитера и преподобномученика Варфоломея (Ратных), мученицы Ольги Евдокимовой (1938);
- память преподобного Ефрема Печерского, епископа Переяславского (ок. 1098);
- память преподобного Леонтия (Стасевича), исповедника (1972);
- память святого Феодора Богоявленского, исповедника, пресвитера (1933);
- память преподобного Палладия Антиохийского (Сирийского), пустынника (IV);
- память преподобного Исаака Сирина, епископа Ниневийского (VI—VII);
- память преподобного Ефрема Новоторжского (1053)[4];
- празднование в честь Суморинской-Тотемской иконы Божией Матери.

### Именины
- Католические: Ауферия, Екатерина, Схоластика.
- Православные: Варфоломей, Владимир, Георгий, Ефрем, Игнатий, Исаак, Леонтий, Ольга, Палладий, Плутодор, Феодосий, Фёдор, Хариса.

## События
См. также: Категория:События 10 февраля

### До XIX века
- 1258 — Ближневосточный поход монголов: монгольские войска под командованием Хулагу и их союзники после осады взяли Багдад, столицу Аббасидского халифата (в настоящее время — столица Ирака). После вторжения Багдад был разграблен и сожжён, погибло от 100 000 до 1 000 000 жителей. Библиотеки Багдада, включая Дом Мудрости, были уничтожены монголами, книги кидали в реку, чтобы гатить Тигр. Багдад был разрушен и несколько столетий оставался грудой развалин, что означало конец так называемого Исламского Золотого Века.
- 1306 — Борьба за влияние в Шотландии между кланами Брюсов и Коминов вылилось в убийство Джона Комина «Рыжего» Робертом Брюсом в одной из церквей Дамфриса, в результате чего Брюс фактически оказался главой антианглийского движения в стране. На его сторону перешла часть шотландских баронов, и 25 марта 1306 года Роберт Брюс был коронован в Скуне королём Шотландии.
- 1354 — Погром в День святой Схоластики. Крупная драка между студентами Оксфордского университета и городскими жителями, которые переросли в вооружённые столкновения между жителями и студентами, которые продолжались два дня и жертвами которых стали 63 студента и около 30 горожан. В конце концов студенты потерпели поражение. Формально университет «простил» город 10 февраля 1955 г.
- 1567 — Взорвался начинённый пороховыми бочками дом в Керк-о’Фильде, где остановился король-консорт Шотландии Генрих Стюарт лорд Дарнли и где он встречался накануне с королевой. В саду при доме было найдено тело принца, по-видимому, убитого при попытке бегства из горящего дома. Убийство Дарнли, в котором народная молва обвинила королеву, стало первым шагом к свержению в конце 1567 г. Марии Стюарт.
- 1763 — В Париже подписан мирный договор между Великобританией и Португалией, с одной стороны, и Францией и Испанией — с другой, вместе с Губертусбургским миром положивший окончание Семилетней войне. Предварительные условия мира были подписаны в Фонтенбло 3 ноября 1762 года.
- 1772 — Франц Иосиф I становится князем Лихтенштейна.
- 1784 — согласно указу Екатерины II порт и крепость в Крыму получили название Севастополь.

### XIX век
- 1810 — отказ Александра I выдать великую княжну Анну Павловну замуж за Наполеона.
- 1813 — Война шестой коалиции: Русские войска Винцингероде разбили[пол.] польский 4-й полк Легионов Вислы[пол.] в сражении под Рогозьно.
- 1814 — Шестидневная война Наполеона: Сражение при Шампобере, разгром Наполеоном русского корпуса под командованием Олсуфьева.
- 1828 — Четверо английских пастухов убили более 30[англ.] мирных тасманийцев на мысе Грим[англ.], на севере Тасмании.
- 1841 — Официально опубликован «Акт о Британской Северной Америке». Он упразднил законодательные учреждения Нижней и Верхней Канады и по которому вместо этих колоний была создана новая политическая единица Провинция Канада.
- 1846 — Первая англо-сикхская война: британцы атаковали[англ.] главный сикхский плацдарм в Собраоне. Тедж Сингх дезертировал из сикхской армии в начале битвы. Несмотря на отчаянное сопротивление сикхов, войска Гофа прорвали их линии. Мосты за спиной у сикхов были уничтожены огнём британской артиллерии, либо были уничтожены отступающим Теджом Сингхом, чтобы избежать преследования британцев. Сикхи оказались в ловушке. Они отказались сдаваться, и британцы не показали милосердия. Победа англичан нанесла сикхской армии серьёзный удар.
- 1879 — Под председательством экзарха Анфима I, в городе Велико-Тырново открылось Учредительное собрание Болгарии.
- 1881 — В Париже, в Национальном театре комической оперы, состоялась премьера оперы Жака Оффенбаха «Сказки Гофмана».

### XX век
- 1906 — спущен на воду английский броненосец «Дредноут» («Неустрашимый»). Лучший корабль своего времени.
- 1907 — на благотворительном представлении в Мариинском театре состоялась премьера балета Михаила Фокина, поставленного на фортепианные произведения Фредерика Шопена, «Шопениана».
- 1919 — в Варшаве, в здании бывшего Александринско-Мариинского института благородных девиц (улица Вейская[пол.]), состоялось первое заседание Учредительного Сейма Польской Республики[пол.].
- 1920 — генерал Юзеф Халлер организовал в Пуцке первое «обручение Польши с морем» (польский военный флаг был торжественно погружён в Балтийское море).
- 1925 — подписан конкордат[пол.] между Святым Престолом и Польской Республикой, дающий Ватикану полную свободу действий во всех польских землях и приходах.
- 1935 — основан Сихотэ-Алинский заповедник (Приморский край).
- 1935 — основан израильский город Нагария.
- 1937 — создан Государственный ансамбль танца СССР под руководством Игоря Моисеева.
- 1939 — Гражданская война в Испании: Войска генерала Франко захватили Каталонию, лишив республиканскую Испанию выхода к границе с Францией.
- 1942 — самый первый в истории «Золотой диск» (покрытый слоем золота) звукозаписывающей компании RCA Victor был вручён Гленну Миллеру (с записью «Чаттануги чу-чу»).
- 1944 — образован Моргаушский район Чувашии.
- 1945
  - Подводной лодкой С-13 под командованием Александра Маринеско был потоплен транспорт «Генерал фон Штойбен», при этом погибло более 3600 человек (приводятся следующие числа: погибло 3608, спасено 659 человек).
  - Восточно-Померанская операция. Началась Восточно-Померанская операция 2-го Белорусского фронта К. К. Рокоссовского и правого крыла 1-го Белорусского фронта Г. К. Жукова, проходившая с 10 февраля по 4 апреля 1945 года.
  - Завершилась Битва в Хюртгенском лесу, ставшая самым длинным сражением на немецкой земле во Второй мировой войне и самым длинным из всех сражений, в котором когда-либо участвовала армия США.
  - Войска 2-го Белорусского фронта, сломив сопротивление окружённой группировки противника, штурмом овладели городом Эльбинг.
  - Войска 3-го Белорусского фронта, с боем овладели городом Прейсиш-Эйлау.
- 1947 — в Париже подписаны мирные договоры между государствами-победителями во Второй мировой войне и бывшими союзниками гитлеровской Германии Италией, Румынией, Венгрией, Болгарией и Финляндией (вступили в силу 15 сентября 1947 года).
- 1957 — в Судане начался Кубок африканских наций 1957 года — первый футбольный чемпионат среди сборных, проводимый Африканской конфедерацией футбола.
- 1962 — сбитый над территорией СССР американский пилот Фрэнсис Гэри Пауэрс был обменян на советского разведчика Рудольфа Абеля.
- 1963 — в результате слияния городов Модзи, Кокура, Тобата, Яхата и Вакамацу на севере острова Кюсю образован город Китакюсю, определённый указом правительства Японии.
- 1986
  - Ирано-иракская война: Иранские войска в ходе операции «Валь Файр 8[перс.]» захватывают полуостров Фао, что практически отрезало Ирак от доступа в Персидский залив. Командующий иракскими войсками на полуострове Фао генерал-майор Шавкат Ата был вызван в Багдад и расстрелян. Вернуть полуостров Фао иракцы смогли лишь в апреле 1988 года.
  - В Палермо открылся крупнейший процесс над сицилийской мафией, т. н. «Максипроцесс[итал.]».
- 1989 — Майкл Норман Мэнли возвращается на пост премьер-министра Ямайки.
- 1990
  - Война за независимость Эритреи: Войска НФОЭ штурмом берут город и порт Массауа.
  - Советский лидер Михаил Горбачёв во время встречи в Москве с канцлером ФРГ Гельмутом Колем выразил согласие на объединение Германии.
- 1992 — ВВС США начали доставку американской гуманитарной помощи в страны СНГ (операция «Provide Hope»).
- 1994 — Создано Бразильское космическое агентство.
- 1995
  - В Алма-Ате десять стран СНГ подписали соглашение о создании Объединённой системы ПВО СНГ.
  - Перуанско-эквадорский конфликт: пять перуанских самолётов Су-22 и A-37 пересекли границу с Эквадором. В результате воздушного боя с двумя эквадорскими «Мираж» F1 и одним самолётом Кфир, два Су-22 были сбиты Миражами, а А-37 Кфиром. Эквадорские самолёты потерь не имели. Это крупнейший воздушный бой в Южной Америке.
  - Подписан меморандум о сохранении мира и стабильности в государствах СНГ.
- 1996 — начался первый шахматный матч между суперкомпьютером IBM Deep Blue и Гарри Каспаровым (со счётом 4—2 победил Г. Каспаров).
- 1998
  - Принят Гимн Боснии и Герцеговины.
  - Милли Меджлис Азербайджана принял решение об отмене смертной казни и замене её пожизненным заключением.

### XXI век
- 2004 — Москву с первым (рабочим) визитом (10—11 февраля) посетил Президент Грузии Михаил Саакашвили.
- 2005 
  - В столице Саудовской Аравии Эр-Рияде состоялся первый этап муниципальных выборов. К участию в них были допущены только мужчины в возрасте от 21 года и старше. Это были первые более чем за 30 лет муниципальные выборы в стране.
  - МИД КНДР впервые открыто заявил о создании в стране ядерного оружия.
- 2006 — В Турине открылись XX зимние Олимпийские игры.
- 2007 — Владимир Путин впервые посетил мюнхенскую конференцию по вопросам политики безопасности, где изложил доклад, названный Мюнхенской речью Путина.
- 2009
  - На орбите Земли произошло первое столкновение искусственных спутников за всю историю космонавтики.
  - Парламентские выборы в Израиле. Партия «Кадима» выиграла выборы, но не смогла создать коалицию. В итоге партия «Ликуд» смогла создать коалицию и сформировать правительство.
- 2013 — Парламентские выборы в Монако.
- 2015
  - Убийство студентов в Чапел-Хилле (США).
  - Обстрел Краматорска в ходе войны в Донбассе.

## Родились
См. также: Категория:Родившиеся 10 февраля

### До XIX века
- 1585 — Анджело Карозелли (ум. 1652), итальянский живописец эпохи барокко.
- 1696 — Иоганн Мельхиор Мольтер (ум. 1765), немецкий композитор и скрипач эпохи барокко и раннего классицизма.
- 1744 — Уильям Корнуоллис (ум. 1819), британский адмирал.
- 1745 — Леонтий Беннигсен (ум. 1826), российский военачальник немецкого происхождения.
- 1748 — Григорий Шелихов (ум. 1795), российский мореплаватель.
- 1775 — Чарльз Лэм (ум. 1834), английский поэт и литературный критик, мастер эссе.
- 1785 — Клод-Луи Навье (ум. 1836), французский механик и инженер.
- 1791 — Франческо Айец (ум. 1882), итальянский живописец.
- 1795 — Ари Шеффер (ум. 1858), французский исторический и жанровый живописец.

### XIX век
- 1808 — Георг Вебер (ум. 1888), немецкий историк и филолог.
- 1831 — Надежда фон Мекк (ум. 1894), русский меценат, подруга и покровительница П. И. Чайковского.
- 1835 — Виктор Гензен (ум. 1924), немецкий зоолог; ввёл в науку термин планктон.
- 1859 — Александр Мильеран (ум. 1943), французский политик и государственный деятель, президент Франции (1920—1924).
- 1881 — Борис Зайцев (ум. 1972), русский писатель и переводчик, эмигрант.
- 1890 — Борис Пастернак (ум. 1960), русский советский писатель, поэт, переводчик, лауреат Нобелевской премии (1958).
- 1898 — Бертольт Брехт (ум. 1956), немецкий драматург, поэт, режиссёр, театральный деятель, теоретик искусства.

### XX век
- 1902 — Уолтер Браттейн (ум. 1987), американский физик, один из разработчиков транзистора, нобелевский лауреат (1956).
- 1903
  - Матвей Блантер (ум. 1990), композитор-песенник, народный артист СССР, Герой Социалистического Труда.
  - Матти́ас Си́нделар (урожд. Матей Шинделарж; ум. 1939), австрийский футболист чешского происхождения, нападающий, лучший футболист в истории Австрии.
- 1904 — Николай Иванов-Радкевич (ум. 1962), советский композитор и педагог.
- 1907 — Василий Ремесло (ум. 1983), украинский советский селекционер, академик, автор распространённых сортов зерновых культур, дважды Герой Социалистического Труда.
- 1908 — Александр Мнушкин (ум. 1993), французский кинопродюсер, лауреат премии «Сезар».
- 1911 — Мстислав Келдыш (ум. 1978), математик и механик, организатор советской науки, трижды Герой Социалистического Труда, в 1961—1975 гг. президент АН СССР.
- 1915 — Владимир Зельдин (ум. 2016), актёр театра и кино, народный артист СССР.
- 1917
  - Алексей Ботян (ум. 2020), советский разведчик, Герой Российской Федерации.
  - Эльза Радзиня (ум. 2005), латвийская актриса театра и кино, мастер художественного слова, народная артистка СССР.
- 1919 — Александр Володин (наст. фамилия Лифшиц; ум. 2001), советский и российский драматург, сценарист и поэт.
- 1929 — Джерри Голдсмит (ум. 2004), американский композитор и дирижёр, классик киномузыки, лауреат премии «Оскар».
- 1933 — Михаил Рощин (наст. фамилия Гибельман; ум. 2010), советский и российский драматург, прозаик и сценарист.
- 1936 — Алексей Мажуков (ум. 2011), советский композитор.
- 1938 — Георгий Вайнер (ум. 2009), советский и российский писатель, мастер детективного жанра, сценарист, журналист.
- 1939 — Игорь Касатонов, советский и российский военачальник, адмирал, в 1992—1999 гг. первый заместитель Главнокомандующего ВМФ России.
- 1945 — Владимир Шумейко, российский политик и государственный деятель, в начале 1990-х один из ближайших сподвижников Б. Н. Ельцина.
- 1949 — Андраник Мигранян, российский политолог и историк.
- 1950
  - Луис Дональдо Колосио (убит в 1994), мексиканский политик.
  - Марк Спитц, американский пловец, 9-кратный олимпийский чемпион, многократный рекордсмен мира.
- 1955 — Ким Брейтбург, советский и российский музыкальный продюсер, композитор, аранжировщик.
- 1961
  - Сергей Пенкин, советский и российский певец с диапазоном голоса в четыре октавы, композитор.
  - Джордж Стефанопулос, американский диктор и политический консультант.
- 1962
  - Клифф Бёртон (ум. 1986), американский бас-гитарист, один из основателей группы «Metallica».
  - Роза Сябитова, российская телеведущая, сваха, владелица агентства знакомств.
- 1963
  - Людмила Артемьева, советская и российская актриса театра, кино и дубляжа, телеведущая, заслуженная артистка РФ.
  - Антонин Ставьяна, чешский хоккеист и тренер, двукратный чемпион мира.
- 1967 — Лора Дерн, американская актриса, продюсер, лауреат премий «Оскар», BAFTA, пяти «Золотых глобусов» и др.
- 1973 — Павел Латушко, белорусский государственный, политический и общественный деятель.
- 1974 — Элизабет Бэнкс, американская актриса, кинорежиссёр, сценарист, продюсер.
- 1982 — Том Шиллинг, немецкий актёр.
- 1989 — Башир Абди, бельгийский бегун на длинный дистанции сомалийского происхождения.
- 1991 — Эмма Робертс, американская актриса, певица, автор песен и фотомодель.
- 1992 — Сакари Маннинен, финский хоккеист, олимпийский чемпион (2022), двукратный чемпион мира.
- 1994 — Кан Сыльги, южнокорейская певица, участница гёрл-группы «Red Velvet».
- 1996 — Брайанна Тросселл, австралийская пловчиха, олимпийская чемпионка, многократная чемпионка мира.
- 1997
  - Лилли Кинг, американская пловчиха, двукратная олимпийская чемпионка, многократная чемпионка мира.
  - Хлоя Грейс Морец, американская актриса и модель.

## Скончались

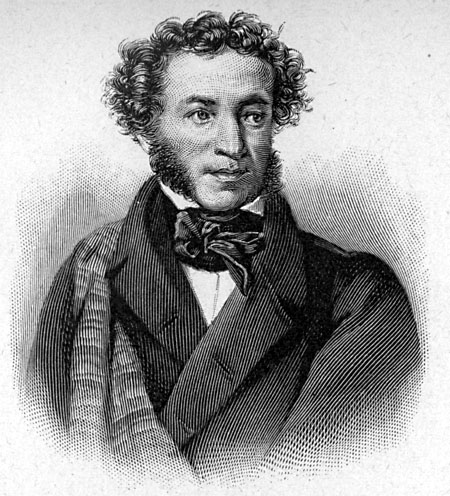
Пушкин

См. также: Категория:Умершие 10 февраля

### До XIX века
- 1107 — Преподобный Прохор Печерский.
- 1163 — Балдуин III Иерусалимский (р. 1130), король Иерусалимский.
- 1567 — убит Генри Стюарт (р. 1545), супруг королевы Шотландии Марии Стюарт.
- 1745 — Иван Яковлевич Бланк (р. 1708), русский архитектор.
- 1755 — Шарль Луи де Монтескьё (р. 1689), французский правовед и философ, писатель-энциклопедист.

### XIX век
- 1827 — Аркадий Морков (р. 1747), русский посол.
- 1829 — Лев XII (р. 1760), Папа Римский (1823—1829).
- 1836 — Иван Фёдорович Гильфердинг (р. 1771), коллежский советник, педагог и переводчик.
- 1837 — Александр Сергеевич Пушкин (р. 1799), русский писатель.
- 1865 — Эмилий Христианович Ленц (р. 1804), российский физик и электротехник, академик Петербургской АН.
- 1868 — Дейвид Брюстер (р. 1781), шотландский физик.
- 1878 — Клод Бернар (р. 1813), французский психолог, основатель экспериментальной психологии.
- 1879 — Оноре Домье (р. 1808), французский график, живописец и скульптор, мастер политической карикатуры.
- 1891 — Софья Ковалевская (р. 1850), русский математик, первая женщина — член-корреспондент Петербургской АН (1889).

### XX век
- 1901 — Макс фон Петтенкофер (р. 1818), немецкий естествоиспытатель, химик и учёный-гигиенист.
- 1902 — Джордж Уильям Кокс (р. 1827), английский историк, специалист по сравнительной мифологии.
- 1904 — Николай Константинович Михайловский (р. 1842), русский публицист, социолог, литературный критик, теоретик народничества.
- 1909 — Исмаил Хан Нахичеванский (р. 1819), российский военачальник, генерал от кавалерии.
- 1912 — Джозеф Листер (р. 1827), английский хирург, введший в медицинскую практику антисептику.
- 1917 — Джон Уильям Уотерхаус, (р. 1849), английский художник.
- 1918 — Эрнесто Теодоро Монета (р. 1833), итальянский журналист, лауреат Нобелевской премии мира 1907 года за свою деятельность во имя мира.
- 1923 — Вильгельм Конрад Рентген (р. 1845), немецкий физик, первый лауреат Нобелевской премии по физике (1901).
- 1927 — Агнес Зорма[нем.] (р. 1865), немецкая театральная актриса.
- 1932
  - Эдгар Уоллес (р. 1875), английский писатель.
  - Эжен де Блаас (р. 1843), итальянский художник.
- 1938 — расстреляны:
  - Владимир Антонов-Овсеенко (р. 1883), советский партийный, государственный и военный деятель.
  - Александр Аросев (р. 1890), советский партийный деятель, чекист и дипломат, писатель, отец актрисы Ольги Аросевой.
- 1939 — Пий XI (р. 1857), Папа Римский (1922—1939).
- 1942 — Николай Тырса (р. 1887), русский советский художник, книжный иллюстратор.
- 1950 — Армен Тигранян (р. 1879), армянский композитор, дирижёр и педагог.
- 1960 — блаженный Алоизие Степинац (р. 1898), хорватский кардинал, архиепископ Загреба (1937—1960).
- 1962 — Макс Швабинский (р. 1873), чешский живописец и график.
- 1963 — Эмиль Кроткий (р. 1892), российский и советский поэт, сатирик, фельетонист.
- 1964 — Эйген Зенгер (р. 1905), немецкий ракетостроитель, первый президент Международной астронавтической федерации.
- 1968 — Питирим Сорокин (р. 1889), русский и американский социолог и культуролог.
- 1977 — Стасис Красаускас (р. 1929), литовский советский художник-график.
- 1979
  - Анатолий Нестеров (р. 1895), русский советский врач-ревматолог, академик АМН СССР.
  - Татьяна Барышева (р. 1896), советская актриса театра и кино.
- 1992 — Алекс Хейли (р. 1921), американский писатель, лауреат Пулитцеровской премии (1977).
- 1996 — Олег Волков (р. 1900), русский прозаик, публицист, мемуарист.

### XXI век
- 2005
  - Артур Миллер (р. 1915), американский драматург.
  - Игорь Ледогоров (р. 1932), актёр театра и кино, народный артист РСФСР.
- 2008 — Рой Шайдер (р. 1932), американский актёр.
- 2010 — Эдуард Винокуров, (р. 1942), советский фехтовальщик, двукратный олимпийский чемпион.
- 2013 — Махмуд Керимов (р. 1948), азербайджанский физик, президент Академии наук Азербайджана.
- 2014 — Ширли Темпл (р. 1928), американская киноактриса.
- 2016 
  - Анатолий Ильин (р. 1931), советский футболист, нападающий, олимпийский чемпион (1956).
  - Юрий Думчев (р. 1958), советский и российский спортсмен и актёр.
- 2017 — Юрий Поярков (р. 1937), советский волейболист, двукратный олимпийский чемпион и чемпион мира.
- 2019 
  - Кармен Аргензиано, (р. 1943), американский актёр.
  - Ян-Майкл Винсент, (р. 1944), американский актёр.
  - Хайнц Фюттерер, (р. 1931), немецкий легкоатлет, бронзовый призёр  олимпийских игр, трёхкратный чемпион Европы.
- 2020 — Галина Никулина, (р. 1947), советская и российская актриса.
- 2021 — Алексей Красотин (р. 1920), народный артист РСФСР.
- 2022
  - Евгения Брик (р. 1981), российская актриса.
  - Дюваль Хехт, (р. 1930), американский гребец, олимпийский чемпион.
- 2024
  - Гюнтер Брус (р. 1938), австрийский художник-акционист.
  - Эдвард Ловасса (р. 1953), танзанийский политический и государственный деятель, премьер-министр Танзании (2005 — 2008).

## Народный календарь, приметы и фольклор Руси
Ефрем Сирин. Ефрем Ветреник, Сверчковой Заступник, запечник, прибаутник.
- День «унимания домового»[5]. Согласно народному поверью, домовой — хранитель в ночи хлебного духа в печи. Крестьянки на Руси, каждая в своём доме, готовили для домового кашу и приглашали на ужин. После того как все лягут спать, покровитель жилища должен был сесть за стол и отведать угощенье. Считалось, что коли не угостить домового (или каша придётся не по вкусу домовому), то следует ожидать неприятностей — в доме могут начать пропадать вещи и в домашнем хозяйстве будут проблемы.
- Ветер на Ефрема — к сырому лету; Ефремов ветер не к добру[6].
- На Ефрема не следует убивать дома никаких насекомых: ни тараканов, ни клопов, ни сверчков — домовой рассердится[7].